# Pianist (especial de TV)
Pianist (hangul: 피아니스트; rr: Pi-a-ni-seu-teu) é série de televisão sul-coreana de um único episódio, estrelada por Choi Minho e Han Ji-hye. Foi ao ar em 27 de novembro de 2010, como o 24° episódio de Drama Special, um programa semanal da KBS2 que mostra dramas curtos (normalmente episódios individuais), com cada episódio tendo uma história, elenco, diretor e escritor diferente.

## Enredo
Oh Je-ro é um gênio musical de 21 anos, mas a fim de apoiar seu pai doente, ele trabalhou durante anos em uma fábrica de piano como um sintonizador. Ele se desespera de nunca ter sido dada a oportunidade de aprender a tocar piano, e acha que o nome que seu pai deu-lhe soa como "Oh, Zero", significando a sua falta de esperança no futuro. Isso muda quando ele conhece e se apaixona por Yoon In-sa, uma professora de música de 29 anos de idade, em uma escola. In-sa sonhava em se tornar a maior pianista do mundo quando ela era jovem, mas foi forçado a desistir de seus sonhos por causa de suas circunstâncias pobres. Em vez disso, ela leva uma vida desgastante como professora de música em tempo parcial em uma escola primária. Um piano vai juntar essas duas almas, já que eles compartilham seus sonhos, esperanças, dores e eventualmente curaram um ao outro.

## Elenco
- Choi Minho como Oh Je-ro
- Han Ji-hye como Yoon In-sa
- Choi Phillip como Han Jung-woo
- Jo Hee-bong

## Classificação
| Episódio | Data de transmissão original | TNmS ratings    | TNmS ratings                 |
| Episódio | Data de transmissão original | Audiência média | Audiência média              |
| Episódio | Data de transmissão original | Em todo o país  | Região Metropolitana de Seul |
| -------- | ---------------------------- | --------------- | ---------------------------- |
| 1        | 27 de novembro de 2010       | 7.6%            | 8.3%                         |